# Handball-Regionalliga Süd 1984/85
Die Saison 1984/85 der Handball-Regionalliga  Süd war die sechzehnte Spielzeit, welche der Süddeutsche Handballverband (SHV) organisierte und als dritthöchste Spielklasse im deutschen Ligensystem geführt wurde.

## Saisonverlauf
Süddeutscher Meister und Aufsteiger in die 2. Bundesliga wurde der VfL Pfullingen. Vizemeister ohne Aufstiegsrecht wurde der SKV Oberstenfeld. Die Absteiger in die Oberligen waren TSV Germania Malsch, TSV Viernheim, HSG Konstanz	und TSB Horkheim.

### Modus
Zwölf Mannschaften spielten eine Hin- und Rückrunde um die süddeutsche Meisterschaft und den Aufstieg
 in die 2. Bundesliga. Die Plätze neun bis zwölf waren die Absteiger in die Oberligen.

### Teilnehmer und Abschlussplatzierungen
Nicht mehr dabei waren ein Aufsteiger und vier Absteiger aus der Vorsaison. Neu dabei waren vier
 Aufsteiger (N) aus den Oberligen Südbaden, Baden, Württemberg und der Bayernliga.

### Männer
|     | Mannschaft             | Spiele | Punkte |
| --- | ---------------------- | ------ | ------ |
| 1.  | VfL Pfullingen (N)     | 22     | 31:5   |
| 2.  | SKV Oberstenfeld       | 22     | 28:16  |
| 3.  | TSV Scharnhausen       | 22     | 26:18  |
| 4.  | SG Köndringen/Teningen | 22     | 24:20  |
| 5.  | TV Hemsbach            | 22 *   | 23:21  |
| 6.  | TV Hardheim 1895 (N)   | 22 *   | 23:21  |
| 7.  | TG 1848 Donzdorf       | 22     | 23:21  |
| 8.  | TSV München-Ost (N)    | 22     | 22:22  |
| 9.  | TSV Germania Malsch    | 22     | 21:23  |
| 10. | TSV Viernheim 1906     | 22 *   | 17:27  |
| 11. | HSG Konstanz (N)       | 22     | 17:27  |
| 12. | TSB Horkheim           | 22     | 9:35   |

(N) = neu in der Liga (*) = hatte das bessere Torverhältnis
  Süddeutscher Meister und Aufsteiger zur 2. Bundesliga 1985/86

 Für die Regionalliga Süd 1985/86 qualifiziert

### Frauen
- Der  TSV Dachau wurde Süddeutscher Meister und hat sich für die 2. Bundesliga 1985/86 der Frauen qualifiziert.
- Der TSF Ludwigsfeld wurde Süddeutscher Vizemeister und hat sich ebenfalls für die 2. Bundesliga 1985/86 der Frauen qualifiziert.
- Beide Vereine gehören damit zu den Gründungsmitgliedern der 2. Bundesliga (Frauen).